# Hélène Hily
Pour les articles homonymes, voir Hily (homonymie).
Hélène Hily, née le 29 mai 1937 à Toulouse et morte le 8 août 2006 à Herblay-sur-Seine est une actrice française, metteur en scène et professeur d'art dramatique, elle a mené une carrière discrète, entièrement vouée au théâtre. Sur scène, elle a créé Ragotte (2001), pièce consacrée à la servante de Jules Renard qu'elle a elle-même adaptée. Au cinéma, on l'a vue dans Le Papillon (2002) avec Michel Serrault.

## Biographie
Elle étudie pendant trois ans à l'école de la Rue Blanche, avec pour professeurs Berthe Bovy, Henri Rollan, Jean Meyer, Pierre Valde et René Dupuy. En 1961, elle fonde l'école Jean Périmony, dont elle assure la codirection jusqu'en 1976. En 1976, elle crée sa propre école, l'E.T.E.S  (École Technique Expérimentale du Spectacle). De 1982 à 2006, elle est la directrice du théâtre du Centre 6.
Elle a beaucoup travaillé pour la radio et est l'auteur de L'Homme et l'Autre, Désertine. Elle a obtenu en 1962 le Prix Edmond Rostand au concours des Voix d'or.

## Filmographie

### Cinéma
- 1976 : Julie pot de colle (Philippe de Broca)
- 1978 : Brigade mondaine (Jacques Scandelari)
- 1980 : Un escargot dans la tête (Jean-Étienne Siry)
- 1982 : T'empêches tout le monde de dormir de Gérard Lauzier
- 1982 : La Boum 2 (Claude Pinoteau)
- 1984 : Les Ripoux (Claude Zidi)
- 1985 : American Dreamer (Rick Rosenthal)
- 1986 : Cent Francs l'amour de Jacques Richard
- 1987 : Saxo d'Ariel Zeitoun
- 1990 : La Reine Blanche de Jean-Loup Hubert
- 1992 : À demain de Didier Martiny
- 2000 : Sur un air d'autoroute de Thierry Boscheron
- 2001 : Petite leçon de savoir-vivre (court-métrage de Pascal Gontier)
- 2002 : Le Papillon de Philippe Muyl
- 2002 : Ma femme s'appelle Maurice de Jean-Marie Poiré

### Télévision
(1966/2005) liste exhaustive
- 1967 : La Bonne Peinture de Philippe Agostini
- 1970 : L'Âge heureux de Philippe Agostini
- 1970 : Les Enquêtes du commissaire Maigret de Claude Barma, épisode : Maigret et son mort : Nine
- 1972 : La Malle de Hambourg de Bernard Hecht
- 1979 : Médecins de nuit de Nicolas Ribowski , épisode : Disco (série télévisée)
- 1979 : Cinéma 16 : (série TV) Un jour entre chiens et loups de Patrick Saglio
- 1989 : David Lansky (épisode L'Enfant Américain, d'Hervé Palud)
- 1992 : Les Taupes-niveaux de Jean-Luc Trotignon
- 1993 : One Year in Provence  de David Tucker (mini-série) :  le chimiste
- 1997 : Navarro - épisode Une femme à l'index, de Patrick Jamain
- 1998 : Qui mange qui ? de Dominique Tabuteau
- 2005 : Les Cordier, juge et flic  - épisode Silences coupables, d'Alain Wermus

à dater
- Thirty Five de Jérôme Boivin
- Cap des Pins de Emmanuelle Dubergey (soap opéra)
- Affaires familiales - épisode Un Amour dangereux, d'Alain Sachs

## Théâtre
Elle a fait partie du Grenier de Toulouse et de la compagnie Volard-Rosny. Elle a participé à de nombreuses créations dans les théâtres et cafés-théâtres de la Rive Gauche (René de Obaldia, Gabriel Blondé). En 1967, elle innove en lançant les spectacles d'improvisation avec la participation des spectateurs[réf. nécessaire].

### Comédienne
- 1963 : On ne peut jamais dire de George Bernard Shaw, mise en scène René Dupuy, Théâtre Gramont
- 1965 : Babel opéra  de david Guerdon mise en scène de Jacques Bocquet Théâtre du Kaleïdoscope
- 1966 : La Convention de Belzébir de Marcel Aymé, mise en scène René Dupuy, Théâtre de l'Athénée-Louis-Jouvet
- 1967 : Vassa Geleznova de Maxime Gorki, mise en scène Pierre Valde, Théâtre de Colombes

### Mise en scène
- Kalavrita des Mille Antigone (de Charlotte Delbo)
- Profession : Demoiselle Pipi (one woman show qu'elle interprète)
- Ragotte (2001) d'après Jules Renard (elle y tient le rôle-titre)